# Pozzo sacro di Cuccuru Nuraxi
Il  pozzo sacro di Cuccuru Nuraxi  è un monumento archeologico, pozzo sacro nuragico, situato in cima all'altura denominata Cuccuru Nuraxi (collina del nuraghe in sardo) nel territorio del comune di Settimo San Pietro, nella città metropolitana di Cagliari in Sardegna. Il suo accesso è posto all'interno dei resti di una torre di un nuraghe trilobato, ora in rovina. Dispone di una camera a pseudocupola, alta quasi 6 m, interamente sotterranea nel mezzo della quale si apre il pozzo vero e proprio lungo circa di 22 m che intercetta una vena di acqua salmastra. L'intero monumento arriva quindi ad una profondità di oltre 27 m sotto il piano di campagna.
La bocca del pozzo è ornata da una singolare vera monolitica alta circa 1,5 m.

## Introduzione

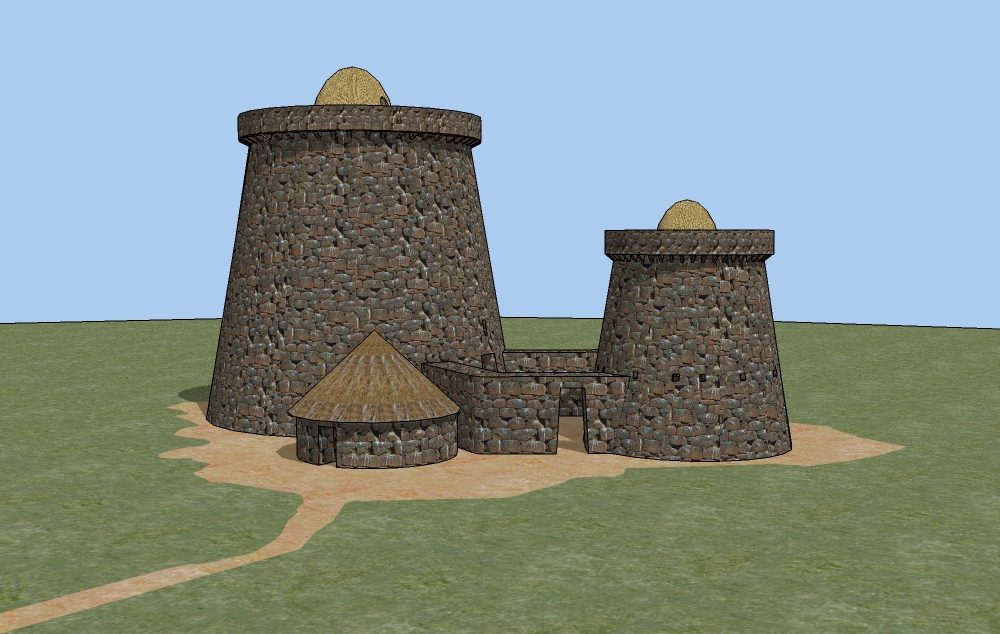
Ricostruzione del nuraghe a tancato Santa Barbara presso Villanova Truschedu (Oristano)

Appena fuori dall'abitato di Settimo San Pietro si erge una collina di forma conica conosciuta come "Cuccuru Nuraxi" o collina del nuraghe in sardo. Sulla sua cima si ergeva un nuraghe probabilmente a tancato, oggi quasi completamente distrutto, con una torre principale e due secondarie legate da un paramento murario megalitico.
Al centro si apriva un cortile nel mezzo del quale è stato rinvenuto un pozzo all'incirca cilindrico, profondo circa 3 m con un diametro di circa 1,5 m usato come favissa e ritrovato pieno di schegge di ceramica nuragica, di ceneri e di avanzi di pasti (ossa di bovino, ovino e coniglio). All'interno di una delle torri secondarie si apre invece l'accesso al pozzo sacro la cui struttura sotterranea risulta però esterna al nuraghe. L'insieme nuraghe - pozzo sacro costituiva una sorta di santuario o comunque un luogo di culto importante legato al villaggio nuragico posto subito sotto la collina.
Le stratigrafie degli scavi mettono in luce che il nuraghe ed il pozzo vennero edificati contemporaneamente. Il pozzo, in particolare, è uno dei pochi che è stato datato con una notevole precisione grazie ai ritrovamenti di ceramiche databili all'Età del bronzo tra finale e recente compresa tra 1400/1200 a.C.
Il sito venne censito da Giovanni Spano nel 1867 per la presenza dei resti del nuraghe e fu poi oggetto di rilievi sistematici da parte di Enrico Atzeni dal 1955 al 1957; nelle sue campagne di scavo del 1960 e 1961 apparvero il pozzo sacro e la favissa nel cortile del nuraghe.
Il pozzo di Cuccuru Nuraxi è l'unico ad essere collocato in cima ad una collina e ad una notevole altezza rispetto alla falda acquifera, inoltre l'acqua non sgorga nella camera alla base della scala ma doveva essere attinta dal pozzo che quindi risulta decorato (altra caratteristica peculiare) con una imponente vera monolitica. La presenza del nuraghe, direttamente associato al pozzo sacro e la posizione in sommità sarebbero nate dalla necessità di rendere evidente pubblicamente il luogo sacro, che poteva essere visibile sia dalla pianura che dal golfo creando un'esplicitazione del suo potere nei confronti degli abitanti di questa zona della Sardegna.

### Dati tecnici[3][7]
- Costruzione
  - pietra: arenaria e marna
  - opera: parzialmente isodoma
- Camera sotterranea:
  - intatta a pseudocupola (tholos)
  - diametro di base 2,50
  - altezza della camera 5,30 m
- Scala
  - in leggera curva, molto ripida
  - larghezza circa 1 m
  - 15 gradini più parte rettilinea
  - soffitto a scala rovescia
  - apertura a 1,75 m sopra il pavimento della camera
- Vestibolo lunghezza 2 m
- Pozzo di presa d'acqua
  - con vera monolitica tronco conica
  - di forma circolare e diametro minore di 1 m
  - molto profondo in due parti (12 m + 10 m)

## Descrizione
L'accesso al pozzo si trova all'interno di una torre del bastione del nuraghe, tramite un piccolo vestibolo lungo circa 2 m. La scala oltrepassa la muratura poligonale della torre attraverso un'apertura con alcuni gradini che si raccordano con la ripida scala sotterranea, formata da 16 gradini alti e stretti e costruita con lo stile classico dei pozzi sacri con un soffitto gradonato da 7 architravi che seguono all'opposto la forma della scala. La scala è leggermente curva e raggiunge la camera sotterranea fermandosi a circa 1,75 m dalla sua base alla quale si discende, oggi, con una scala in legno.
La camera circolare a forma ogivale è finemente lastricata ed ha un'altezza di 5,75 m ed un diametro di 2,50 m. Risulta totalmente ipogea, coperta da qualche metro di terreno. Al suo centro si erge una imponente vera di pozzo monolitica di forma tronco-conica rovesciata con la base maggiore (in alto) di circa 2 m di diametro e la base minore di circa 1 m. La vera è scolpita con una sagoma a cornice.
Sotto di essa si apre il pozzo vero e proprio dedicato alla captazione dell'acqua, rivestito in pietra che discende sotto la collina per circa 12 m, restringendosi con un profilo ogivale rovesciato ad un diametro di circa 1 m per una profondità di ulteriori 10 m scavati nella roccia, dove capta la falda locale che è leggermente salina. Non è noto se fosse salina anche in epoca nuragica o lo sia diventata in seguito.